# Меріон (округ, Західна Вірджинія)
Шаблон:StateAbbr_ 39°31′ пн. ш. 80°14′ зх. д. / 39.51° пн. ш. 80.24° зх. д.
Округ  Меріон (англ. Marion County) — округ (графство) у штаті  Західна Вірджинія, США. Ідентифікатор округу 54049.

## Історія
Округ утворений 1842 року.

## Демографія
За даними перепису 2000 року загальне населення округу становило 56598 осіб, зокрема міського населення було 32953, а сільського — 23645. Серед мешканців округу чоловіків було 26900, а жінок — 29698. В окрузі було 23652 домогосподарства, 15510 родин, які мешкали в 26660 будинках. Середній розмір родини становив 2,88.
Віковий розподіл населення поданий у таблиці:
| Стать    | До 15 років | 15-21 | 22-29 | 30-39 | 40-49 | 50-65 | 65-85 | Понад 85 |
| -------- | ----------- | ----- | ----- | ----- | ----- | ----- | ----- | -------- |
| Чоловіки | 4839        | 2926  | 2899  | 3483  | 4191  | 4723  | 3508  | 331      |
| Жінки    | 4662        | 2927  | 2923  | 3686  | 4153  | 5113  | 5246  | 988      |

## Суміжні округи
- Мононґалія — північ
- Тейлор — південний схід
- Гаррісон — південь
- Ветзел — захід

## Виноски
1. ↑  U.S. Decennial Census. United States Census Bureau. Архів оригіналу за 12 травня 2015. Процитовано 10 січня 2014.
2. ↑  Historical Census Browser. University of Virginia Library. Архів оригіналу за 11 серпня 2012. Процитовано 10 січня 2014.
3. ↑  Population of Counties by Decennial Census: 1900 to 1990. United States Census Bureau. Архів оригіналу за 3 червня 2013. Процитовано 10 січня 2014.
4. ↑  Census 2000 PHC-T-4. Ranking Tables for Counties: 1990 and 2000 (PDF). United States Census Bureau. Архів оригіналу (PDF) за 18 грудня 2014. Процитовано 10 січня 2014.
5. ↑  State & County QuickFacts. United States Census Bureau. Архів оригіналу за 7 червня 2011. Процитовано 10 січня 2014.(англ.) Наведено за англійською вікіпедією.
6. ↑  American FactFinder. Бюро перепису населення США. Архів оригіналу за 26 лютого 2012. Процитовано 31 січня 2008.

| США | Це незавершена стаття з географії США. Ви можете допомогти проєкту, виправивши або дописавши її. |